# Texananus uncus
Texananus uncus är en insektsart som beskrevs av Delong 1944. Texananus uncus ingår i släktet Texananus och familjen dvärgstritar. Inga underarter finns listade i Catalogue of Life.